# Barrotes
Barrotes est un virus informatique, considéré comme le premier d'origine espagnole,,,, apparu en décembre de 1992, programmé en langage d'assemblage pour des systèmes basés sur DOS. Initialement, bien que dans une moindre mesure, il a également été dénommé Toledo par la presse,, en raison de l'emplacement dans la ville homonyme de sa première découverte, et enregistré comme Virus:DOS/Barrotes par Microsoft.
Comme de nombreux virus de l'époque, se reste en sommeil sur la machine affectée, en attente de détecter une date concrète pour exécuter son code malveillant, également connu sous le nom de payload, en étant le 5 janvier la date choisie par son développeur, une date très signalée en Espagne, puisque c'est la nuit de rois, en passant à montrer le message «Virus BARROTES por OSoft» et les graphiques en écran des caractéristiques barres que lui ont donné son nom et qui donnent l'impression que le système se trouve dans une cellule de prison,,.

## Caractéristiques
Le virus occupe une taille totale de 1310 octets et infecte les exécutables COM et EXE,. Lorsqu'un fichier infecté est exécuté sur le système, le code malveillant du virus est le premier à s'exécuter, vérifiant s'il réside déjà en mémoire, détectant s'il a déjà été exécuté auparavant, contournant le processus d'infection du fichier exécuté, sinon il procède à son installation en mémoire en enregistrant le vecteur d'interruption correspondant aux services DOS (int 21) dans l'en-tête du virus, grâce auquel le virus infectera les fichiers sur le système au fur et à mesure que l'utilisateur les exécute,.
Il vérifie alors si la date est le 5 janvier pour afficher le message de l'auteur et les barres, sinon il exécute le système normalement, en passant inaperçu,.

## Méthode de propagation
Barrotes n'a pas de méthode de propagation automatique autre que l'infection de fichiers locaux sur la machine touchée par le virus. Sa principale méthode de diffusion, compte tenu du contexte de son époque d'action - les années 90 - était l'échange de fichiers infectés par l'intermédiaire de supports de stockage physiques, tels que les disquettes,,.

## Variantes
Par la suite, de nouvelles versions et variantes du virus sont apparues avec des effets malveillants plus prononcés, comme la variante Barrotes 1303 en 1996, qui détruisait le secteur d'amorçage du disque dur, empêchant le système de démarrer et d'accéder aux informations qui y étaient stockées, et qui modifiait la date d'activation au 23 septembre,, De nombreux systèmes informatiques ont été exposés à ces effets.